# The Trashmen
The Trashmen – amerykański zespół wykonujący rock and roll z domieszką surf rocka i garage rocka, założony w Minneapolis (Minnesota) w 1962 roku. Zakończył działalność w roku 1967, w 1982 został reaktywowany, oficjalnie zakończył działalność w 2016 roku.

## Historia
Zespół został założony w 1962 roku przez gitarzystów Tony'ego Andreasona, Dala Winslowa, perkusistę Steve'a Wahrera i basistę Boba Reeda. Na początku działalności grał z nimi także Jim Thaxter. Zespół występował w klubach młodzieżowych w stanie Minnesota pod różnymi nazwami, ostatecznie wybrano jednak nazwę The Trashmen, nawiązując do utworu Trashman's Blues Kai-Raya.
W 1967 roku Andreason, Winslow i Reed odeszli z zespołu. Wahrer przez pewien czas kontynuował działalność zespołu z innymi muzykami, wkrótce potem zakończył jednak działalność. W latach 70. XX wieku zespół wielokrotnie organizował koncerty w oryginalnym składzie, a w 1982 roku został oficjalnie reaktywowany. W 1989 roku zmarł Steve Wahrer, w zespole zastąpił go Mark Andreason, brat Tony'ego. Mark Andreason opuścił zespół w 2009 roku, następnym perkusistą został Robin Reed, syn Boba. W 2013 roku zespół współpracował z gitarzystą Deke’em Dickersonem. Zespół zakończył działalność w 2016 roku.

## Surfin’ Bird
Debiut i jednocześnie największy hit zespołu – utwór Surfin’ Bird był kombinacją dwóch hitów rnb zespołu The Rivingtons – The Bird’s the Word oraz Papa-Oom-Mow-Mow. W 1963 roku znalazł się na 4 miejscu w rankingu Billboard Hot 100 popularnego amerykańskiego magazynu Billboard. Został użyty w filmach Fred Claus, Pink Flamingos, Full Metal Jacket, Home for the Holidays i Back to the Beach, w serialu Family Guy oraz w grze video Battlefield Vietnam. Był wykonany jako cover przez zespoły:
- The Iguanas (około 1965)
- Ramones (1977)
- The Deviants (1978)
- The Cramps (1979)
- Pee-Wee Herman w ”Back to the Beach” (1987)
- Polo Pepo y Sociedad Corrupta pod nazwą ”Pajaro Slam” (późne lata 80)
- The Queers (1994)
- Sodom (1996)
- Silverchair (1997)
- Schwervon! (2000)

## Skład zespołu
Ostatni skład zespołu
- Tony Andreason – gitara, śpiew (1962–2016)
- Dal Winslow – gitara, śpiew (1962–2016)
- Bob Reed – gitara basowa (1962–2016)
- Robin Reed – perkusja (2009–2016)

Byli członkowie zespołu
- Mark Andreason – perkusja (1989–2009)
- Steve Wahrer – perkusja (1962–1989)

## Dyskografia
- Surfin’ Bird (1964)
- Live Bird ‘65-‘67 (1990)
- Tube City!: The Best of the Trashmen (1992)
- The Great Lost Trashmen Album (1994)
- Bird Call!: The Twin City Stomp of the Trashmen (1998)

Single:
- ”Surfin’ Bird” (1963) z albumu Surfin’ Bird
- ”Bird Dance Beat” (1964) z albumu Surfin’ Bird